# پیش‌شماره تلفن

نقشه پیش شماره های تلفن ثابت به تفکیک استان

پیش‌شماره تلفن، کدی است که در ارتباطات تلفنی برای محدوده‌های مکانی تعیین می‌شود.
پیش‌شماره سه گونه‌است:
1. پیش‌شماره شهری: این پیش‌شماره در سیستم تلفن ثابت برای مناطق مختلف یک شهر استفاده می‌شود. معمولاً سه یا چهار رقمی است. به‌طور مثال پیش‌شماره ۸۸۷۳ چهار رقم اول بسیاری از شماره تلفن‌هایی است که در محله عباس‌آباد تهران قرار دارند. این پیش‌شماره بخشی جدا نشدنی از شماره تلفن اصلی است و در شماره‌گیری این پیش‌شماره‌ها همیشه استفاده می‌شوند.[۱]
2. پیش‌شماره بین شهری: این پیش‌شماره برای مناطقی که وسعتشان در حدود یک شهر است در نظر گرفته می‌شود. این پیش‌شماره‌ها با یک صفر شروع می‌شوند. تعداد رقم‌های این پیش‌شماره متفاوت است. در شماره‌گیری از شهری به شهری دیگر این پیش‌شماره حتماً باید پیش از شماره تلفن اصلی شماره‌گیری شود. در ایران از تاریخ ۱۳۹۳/۰۹/۱۳ به بعد پیش‌شماره بین شهری در تمام کشور به پیش‌شماره بین استانی تبدیل شده‌است،[۲] بدین معنی که برای گرفتن یک شماره در استانی که در آن ساکن هستید نیاز به گرفتن صفر ندارید و تنها پیش‌شماره شهری به همراه شماره مشترک مورد نظر را می‌گیرید. برای گرفتن شماره در استانی دیگر باید ابتدا پیش‌شماره بین استانی، سپس پیش‌شماره شهری و آنگاه شماره مشترک مورد نظر را شماره‌گیری کنید.
3. پیش‌شماره بین‌المللی: این پیش‌شماره برای کشورها در نظر گرفته شده‌است. با دو صفر شروع می‌شود و بدون در نظر داشت دو صفر اول آن بین یک تا چهار رقم متغیر است. شماره‌های یک رقمی و دو رقمی بیشتر به کشورهای با سابقه جهان تعلق دارند و شماره‌های سه تا چهار رقمی به کشورهایی که جدیدالتاسیس هستند.

در شماره‌گیری از کشوری به کشور دیگر باید این کد حتماً اول شماره‌گیری شود.
در شماره‌گیری بین‌المللی ابتدا باید پیش‌شمارهٔ بین‌المللی را شماره‌گیری کرد سپس پیش‌شماره بین شهری بدون صفر آن و سپس شماره تلفن اصلی که شامل پیش‌شمارهٔ شهری می‌شود.
یک نمونه:فرض کنیم یک شماره تلفن به صورت ‎۰۰۹۸۴۵۲۳۲۲xxxx‏ داریم (xها می‌توانند هر عدد یک رقمی‌ای باشند). در این شماره که می‌توان آن را به صورت ‎۰۰۹۸-۴۵۲-۳۲۲-xxxx‏ نوشت:
به‌طور مثال:
- ۰۰۹۸: پیش‌شمارهٔ بین‌المللی کشور ایران.
- ۰۸۴: پیش شماره استان ایلام است.
- ۰۲۱: پیش‌شمارهٔ استان تهران است.
- ۰۱۱: پیش‌شمارهٔ استان مازندران است.
- ۰۷۱: پیش‌شمارهٔ استان فارس[۳] است.
- ۰۱۷: پیش‌شمارهٔ استان گلستان است.
- ۰۶۶: پیش شماره استان لرستان
- ۰۳۱: پیش‌شمارهٔ استان اصفهان است.
- ۰۴۱: پیش‌شمارهٔ استان آذربایجان شرقی است.
- ۰۴۵: پیش‌شماره استان اردبیل است.
- ۰۶۱: پیش‌شمارهٔ استان خوزستان است.
- ۰۵۱ پیش‌شماره استان خراسان رضوی است.
- ۰۵۶ پیش‌شماره استان خراسان جنوبی است.
- ۰۵۸ پیش‌شماره استان خراسان شمالی است.
- ۰۲۸: پیش‌شمارهٔ استان قزوین است.
- ۰۲۶: پیش‌شمارهٔ استان البرز است.
- ۰۴۴:پیش‌شمارهٔ استان آذربایجان غربی است.
- ۰۲۴:پیش شمارهٔ استان زنجان است.
- ۰۲۳:پیش شمارهٔ استان سمنان است.
- ۰۷۶ پیش‌شماره استان هرمزگان است.
- ۰۷۴:پیش شمارهٔ استان کهگیلویه و بویراحمد است.

- ۰۳۵ پیش‌شماره استان یزد است.
- ۰۵۴ پیش‌شماره استان سیستان و بلوچستان است.[۴]

۵۱۴۵: که می‌تواند هر عدد چهار رقمی ای باشد به همراه پیش‌شماره شهری شماره تلفن اصلی مشترک مخابراتی است.

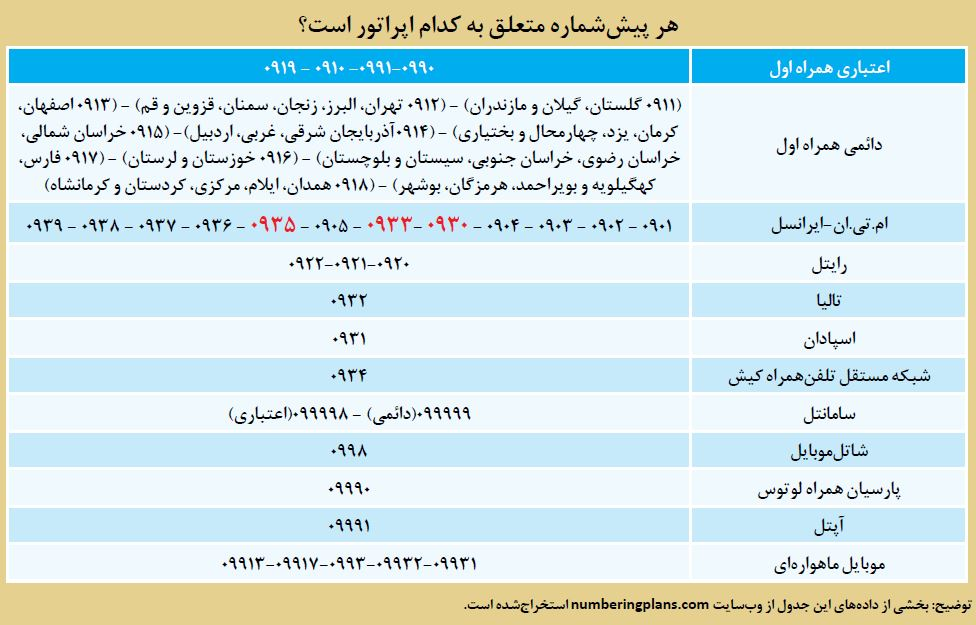
لیست کامل پیش‌شماره‌های موبایل در ایران (تا پایان سال ۱۳۹۷)

## کدهای شهری قدیم
| نام شهر     | کد مرکز | کد توابع | نام شهر    | کد مرکز | کد توابع |
| ----------- | ------- | -------- | ---------- | ------- | -------- |
| آبادان      | ۰۶۳۱    | ۰۶۳۲     | ساوه       | ۰۲۵۵    | ۰۲۵۶     |
| آباده       | ۰۷۵۱    | ۰۷۵۲     | سیرجان     | ۰۳۴۵    | ۰۳۴۷     |
| آمل         | ۰۱۲۱    | ۰۱۲۲     | سراب       | ۰۴۳۱    | ۰۴۳۲     |
| اراک        | ۰۸۶۱    | ۰۸۶۲     | سبزوار     | ۰۵۷۱    | ۰۵۷۲     |
| اردبیل      | ۰۴۵۱    | ۰۴۵۲     | سربندر     | ۰۶۵۱    | ۰۶۵۲     |
| ارومیه      | ۰۴۴۱    | ۰۴۴۳     | سرپل ذهاب  | ۰۸۳۴    | ۰۸۳۵     |
| اسلام‌شهر    | ۰۲۲۸    | ۰۲۲۹     | سنندج      | ۰۷۸۱    | ۰۷۸۲     |
| اصفهان      | ۰۳۱۱    | ۰۳۱۲     | سقز        | ۰۸۷۴    | ۰۸۷۵     |
| الیگودرز    | ۰۶۶۴    | ۰۶۶۶     | شاهرود     | ۰۲۷۳    | ۰۲۷۴     |
| اهر         | ۰۴۲۶    | ۰۴۲۷     | شهرضا      | ۰۳۲۱    | ۰۳۲۲     |
| اهواز       | ۰۶۱۱    | ۰۶۱۲     | شهرکرد     | ۰۳۸۱    | ۰۳۸۲     |
| ایرانشهر    | ۰۵۴۷    | ۰۵۴۸     | شبستر      | ۰۴۷۱    | ۰۴۷۲     |
| ایلام       | ۰۸۴۱    | ۰۸۴۲     | شیراز      | ۰۷۱۱    | ۰۷۱۲     |
| بابل        | ۰۱۱۱    | ۰۱۱۲     | فردوس      | ۰۵۳۴    | ۰۵۳۵     |
| بجنورد      | ۰۵۸۳    | ۰۵۸۵     | فسا        | ۰۷۳۱    | ۰۷۳۲     |
| بم          | ۰۳۴۴    | ۰۳۴۶     | قائم‌شهر    | ۰۱۲۳    | ۰۱۲۴     |
| بندرانزلی   | ۰۱۸۱    | ۰۱۸۲     | قم         | ۰۲۵۱    | ۰۲۵۲     |
| بندرعباس    | ۰۷۶۱    | ۰۷۶۳     | قزوین      | ۰۲۸۱    | ۰۲۸۲     |
| بندربوشهر   | ۷۷۱     | ۰۷۷۲     | قوچان      | ۰۵۸۱    | ۰۵۸۲     |
| بندرلنگه    | ۰۷۶۲    | ۰۷۶۴     | کرج        | ۰۲۶     | ۰۲۶۲     |
| بهبهان      | ۰۶۷۱    | ۰۶۷۲     | کرمان      | ۰۳۴۱    | ۰۳۴۳     |
| بیرجند      | ۰۵۶۱    | ۰۵۶۲     | کاشان      | ۰۳۶۱    | ۰۳۶۲     |
| بروجرد      | ۰۶۶۲    | ۰۶۶۵     | کازرون     | ۰۷۲۱    | ۰۷۲۲     |
| تبریز       | ۰۴۱۱    | ۰۴۱۲     | کرمانشاه   | ۰۸۳۱    | ۰۸۳۲     |
| تربت جام    | ۰۵۲۸    | ۰۵۹۲     | کنگاور     | ۰۸۳۷    | ۰۸۳۸     |
| تربت حیدریه | ۰۵۳۱    | ۰۵۳۲     | گرگان      | ۰۱۷۱    | ۰۱۷۳     |
| تهران       | ۰۲۱     | ۰۲۱۲     | گنبدکاووس  | ۰۱۷۲    | ۰۱۷۴     |
| جیرفت       | ۰۳۴۸    | ۰۳۴۹     | لاهیجان    | ۰۱۴۱    | ۰۱۴۲     |
| جهرم        | ۰۷۹۱    | ۰۷۹۲     | لار        | ۰۷۸۱    | ۰۷۸۲     |
| چالوس       | ۰۱۹۱    | ۰۱۹۲     | مراغه      | ۰۴۲۱    | ۰۴۲۲     |
| چابهار      | ۰۵۴۵    | ۰۵۴۶     | میانه      | ۰۴۲۳    | ۰۴۲۴     |
| خوانسار     | ۰۳۷۱    | ۰۳۷۲     | مهاباد     | ۰۴۴۲    | ۰۴۴۴     |
| خوی         | ۰۴۶۱    | ۰۴۶۲     | میاندوآب   | ۰۴۸۱    | ۰۴۸۲     |
| خرم‌آباد     | ۰۶۶۱    | ۰۶۶۳     | مرند       | ۰۴۹۲    | ۰۴۹۲     |
| خمین        | ۰۸۶۵    | ۰۸۶۶     | مشهد       | ۰۵۱۱    | ۰۵۱۲     |
| دزفول       | ۰۶۴۱    | ۰۶۴۲     | مسجدسلیمان | ۰۶۸۱    | ۰۶۸۲     |
| دوگنبدان    | ۰۷۴۲    | ۰۷۴۴     | مرودشت     | ۰۷۲۸    | ۰۷۲۹     |
| رشت         | ۰۱۳۱    | ۰۱۳۲     | میناب      | ۰۷۶۵    | ۰۷۶۶     |
| رفسنجان     | ۰۳۹۱    | ۰۳۹۲     | ملایر      | ۰۸۵۱    | ۰۸۵۲     |
| رامهرمز     | ۰۶۹۱    | ۰۶۹۲     | نائین      | ۰۳۲۳    | ۰۳۲۴     |
| زنجان       | ۰۲۴۱    | ۰۲۴۲     | نجف‌آباد    | ۰۳۳۱    | ۰۳۳۲     |
| زرین‌شهر     | ۰۳۳۴    | ۰۳۳۵     | نیشابور    | ۰۵۵۱    | ۰۵۱      |
| زاهدان      | ۰۵۴۱    | ۰۵۴۳     | ورامین     | ۰۲۹۱    | ۰۲۹۲     |
| زابل        | ۰۵۴۲    | ۰۵۴۴     | همدان      | ۰۸۱۱    | ۰۸۱۲     |
| ساری        | ۰۱۵۱    | ۰۱۵۲     | یاسوج      | ۰۷۴۱    | ۰۷۴۳     |
| سمنان       | ۰۲۳۱    | ۰۲۳۲     | یزد        | ۰۳۵۱    | ۰۳۵۲     |